# Hünenburg (Rinteln)

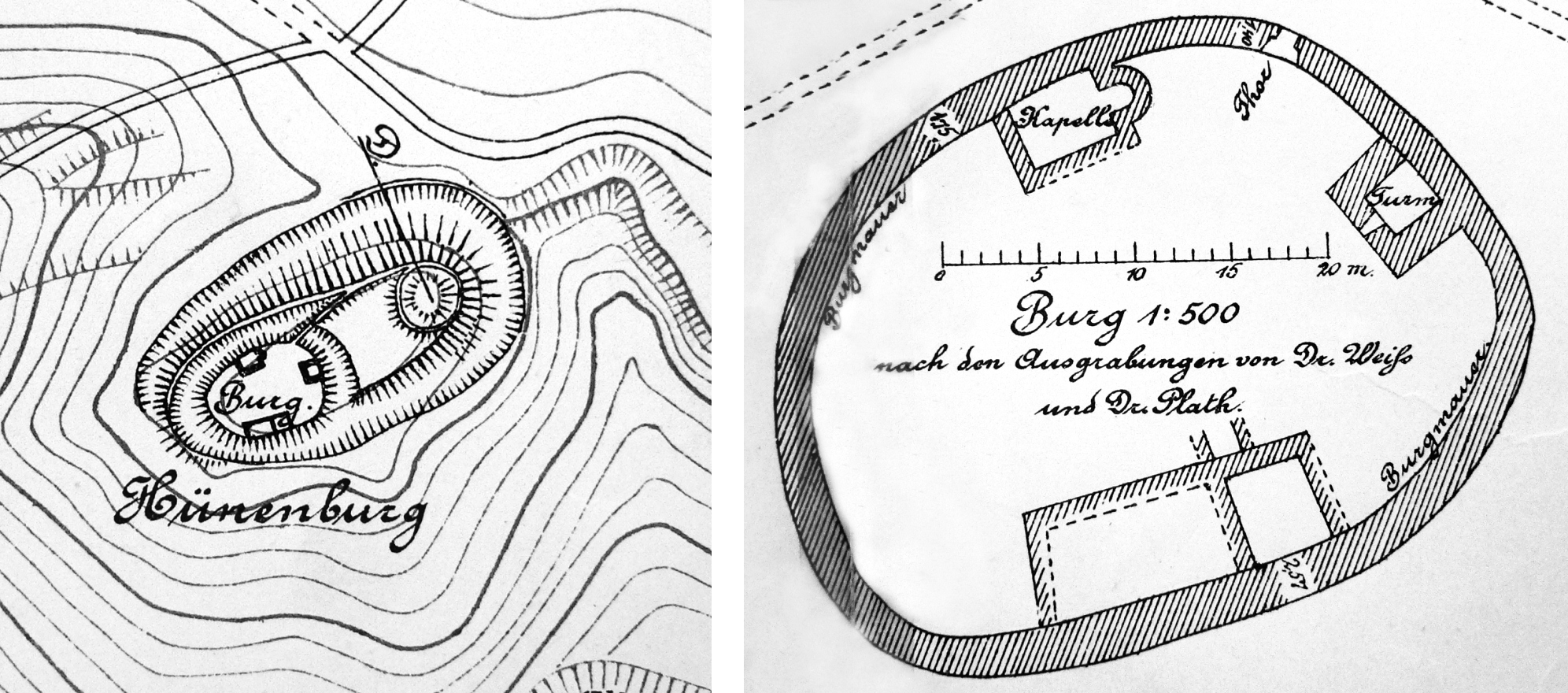
Lageskizze von Carl Schuchhardt (um 1905)

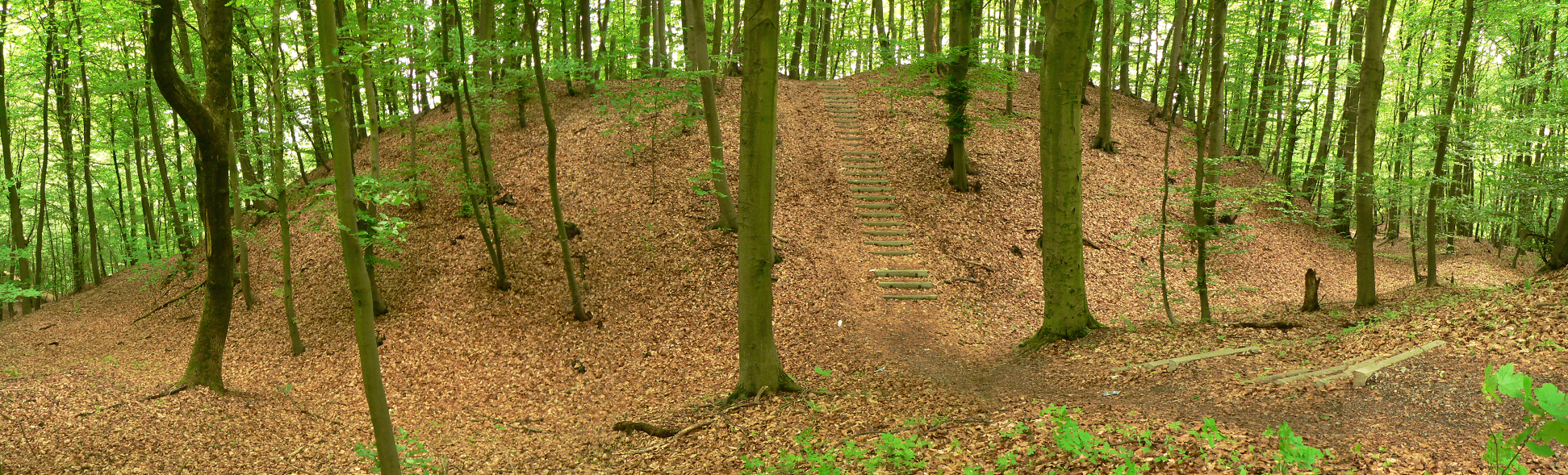
Burghügel der Vorburg

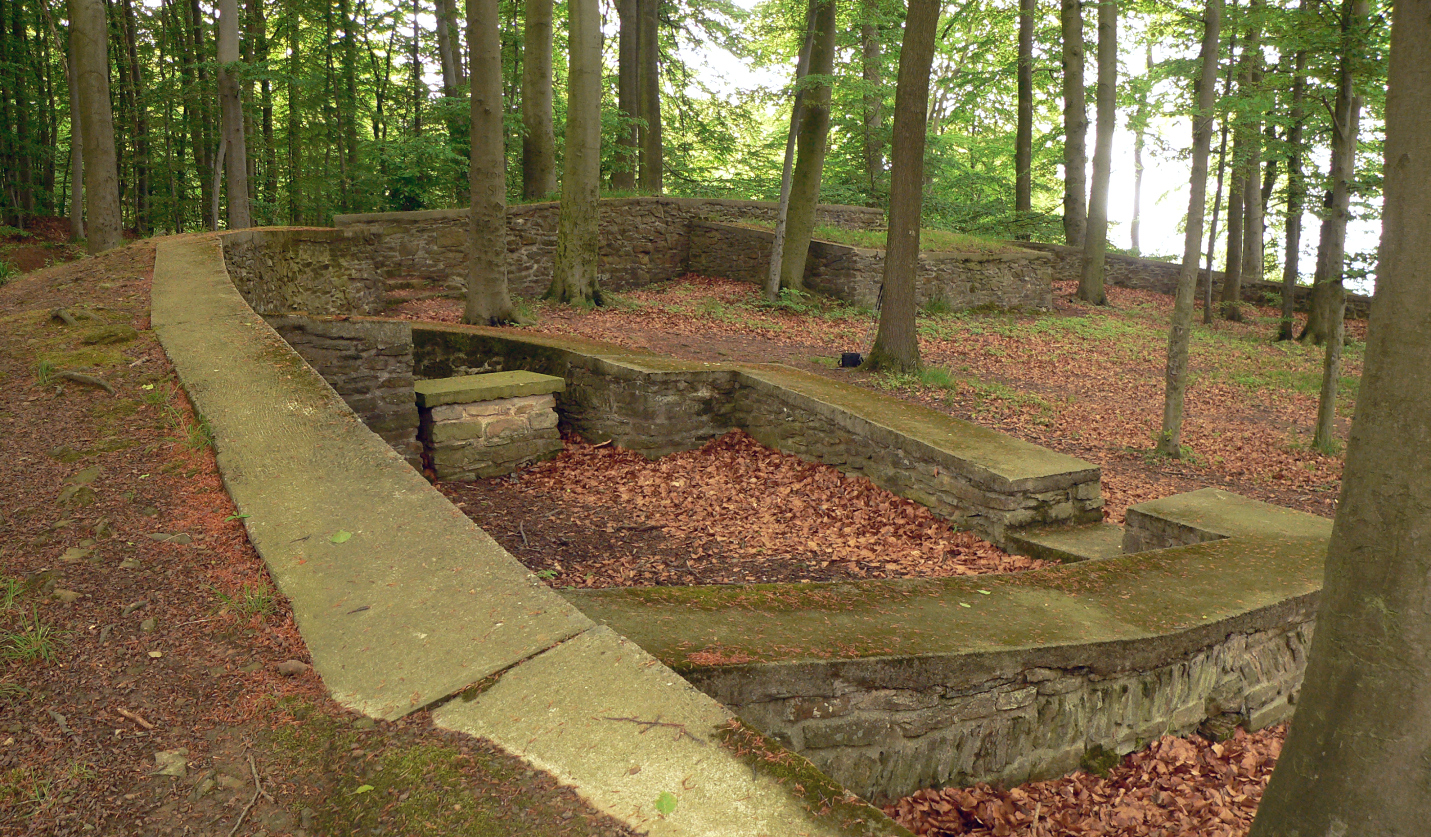
Reste von Hauptburg und Kapelle mit angedeutetem Altar

Die Hünenburg, auch Frankenburg genannt, bei Rinteln im niedersächsischen Landkreis Schaumburg ist die Ruine einer kleinen Höhenburg vom Typ einer mittelalterlichen Dynastenburg im Wesergebirge. Von den Erbauern und Bewohnern sind keine Namen bekannt, so dass er nachträglich vergeben wurde.

## Lage
Die Hünenburg liegt im Naturpark Weserbergland Schaumburg-Hameln 1,6 Kilometer nördlich des Bahnhofs Rinteln und 1,4 Kilometer (jeweils Luftlinie) ostnordöstlich der Kirche des Rintelner Ortsteils Todenmann. Nördlich oberhalb der Rintelner Ortslage Frankenburg befindet sie sich im Wesergebirge auf einem etwa 230 m ü. NHN hohen Südsporn der Langen Wand (Hainholz). In Richtung Süden bzw. Rinteln fällt die Landschaft des Sporns in das Tal der Weser ab.

## Geschichte und Beschreibung
1895 und 1897 wurden bei Ausgrabungen durch Konrad Plath Keramikscherben und Hufeisen gefunden, die auf eine Belegungszeit zwischen dem späten 11. und dem Ende des 12. Jahrhunderts weisen. Weiter fand man an der Südseite des Palas in Goslar geprägte Münzen aus der Zeit um 1080. Das Ende geht zeitlich mit der Etablierung der Herrschaft der Grafen von Schauenburg im dortigen Wesertal überein. Wahrscheinlich ist die durch Brandspuren an den Mauern nachgewiesene Zerstörung ihnen zuzuschreiben.
Vermutlich sollte die zweiteilige Burg der Überwachung und Sicherung eines Passes zwischen den Tälern von Weser und Großer Aue dienen. Die ovale Kernburg hat einen Durchmesser von 27 auf 35 Meter. Sie war von einer gemörtelten 1,5 bis 2,5 Meter starken Ringmauer umschlossen, an die sich die Gebäude anlehnten. Es zeigen sich noch die Fundamente des Wohnturms, des Palas, und einer Burgkapelle, die noch Reste ihres Opus-spicatum-Mauerwerks sehen lassen. Die ausgegrabenen Grundmauern wurden restauriert.
Der zweite Teil der Burg, die bergseitige Vorburg, ist von der Kernburg durch einen fünf Meter tiefen Graben getrennt und durch einen sieben Meter tiefen Burggraben und einen Ringwall geschützt. Die Vorburg lässt heute noch den Rest eines noch nicht ausgegrabenen Rundturms erkennen. Vermutlich verfügte die Burganlage über eine Zugbrücke.